# Armoiries de l'Irlande du Nord
Les armoiries de l'Irlande du Nord ont été octroyées au gouvernement d'Irlande du Nord en 1924. Ce gouvernement a été aboli en 1972 et les armoiries sont depuis tombées en désuétude. L'actuel Exécutif nord-irlandais n'utilise pas de blason.

## Histoire
Après la partition de l'Irlande en 1920 et l'indépendance de l'État libre d'Irlande en 1922, un sceau et un drapeau sont dessinés pour l'Irlande du Nord en 1923. Le blason fait l'objet d'un brevet royal de George V le 2 août 1924 :

« D'argent à une croix de gueules, sur le tout une étoile à six branches du champ surmontée d'une couronne impériale au naturel et chargée d'une main dextre coupée au poignet du second. »

Le dessin reprend celui du drapeau dessiné en 1923.
Les ornements sont octroyés en 1925 : un lion rampant de gueules, armé, lampassé et portant un collier d'or, qui porte un étendard sur lequel figure la harpe irlandaise et un élan irlandais tenné qui porte l'étendard de la famille de Bourg, comtes d'Ulster.
En 1971, le College of Arms a ajouté une terrasse.
En 1973, le gouvernement d'Irlande du Nord a été aboli. L'octroi n'a pas été formellement abrogé mais l'organe à qui les armes ont été octroyées n'existe plus et elles ne sont plus utilisées.